# Larisa Belokon
Larisa Belokon (en russe : Лариса Белоконь), née le 18 mai 1964 à Tachkent (RSS d'Ouzbékistan), est une nageuse soviétique.

## Biographie
Larisa Belokon remporte aux Championnats d'Europe de natation 1981 à Split deux médailles d'argent, sur le 200 mètres brasse et sur le relais 4×100 mètres quatre nages, et une médaille de bronze sur le 100 mètres brasse.
Elle est médaillée d'or sur le 100 mètres brasse ainsi que sur le 200 mètres brasse à l'Universiade d'été de 1983 à Edmonton.
Elle ne participe pas aux Jeux olympiques d'été de 1984 à Los Angeles en raison du boycott soviétique ; elle concourt cette année là aux Jeux de l'Amitié à Moscou, remportant l'or sur le 200 mètres brasse, l'argent sur le relais 4×100 mètres quatre nages et le bronze sur le 100 mètres brasse.
Elle est nommée nageuse européenne de l'année en 1984.